# Lanchestoo

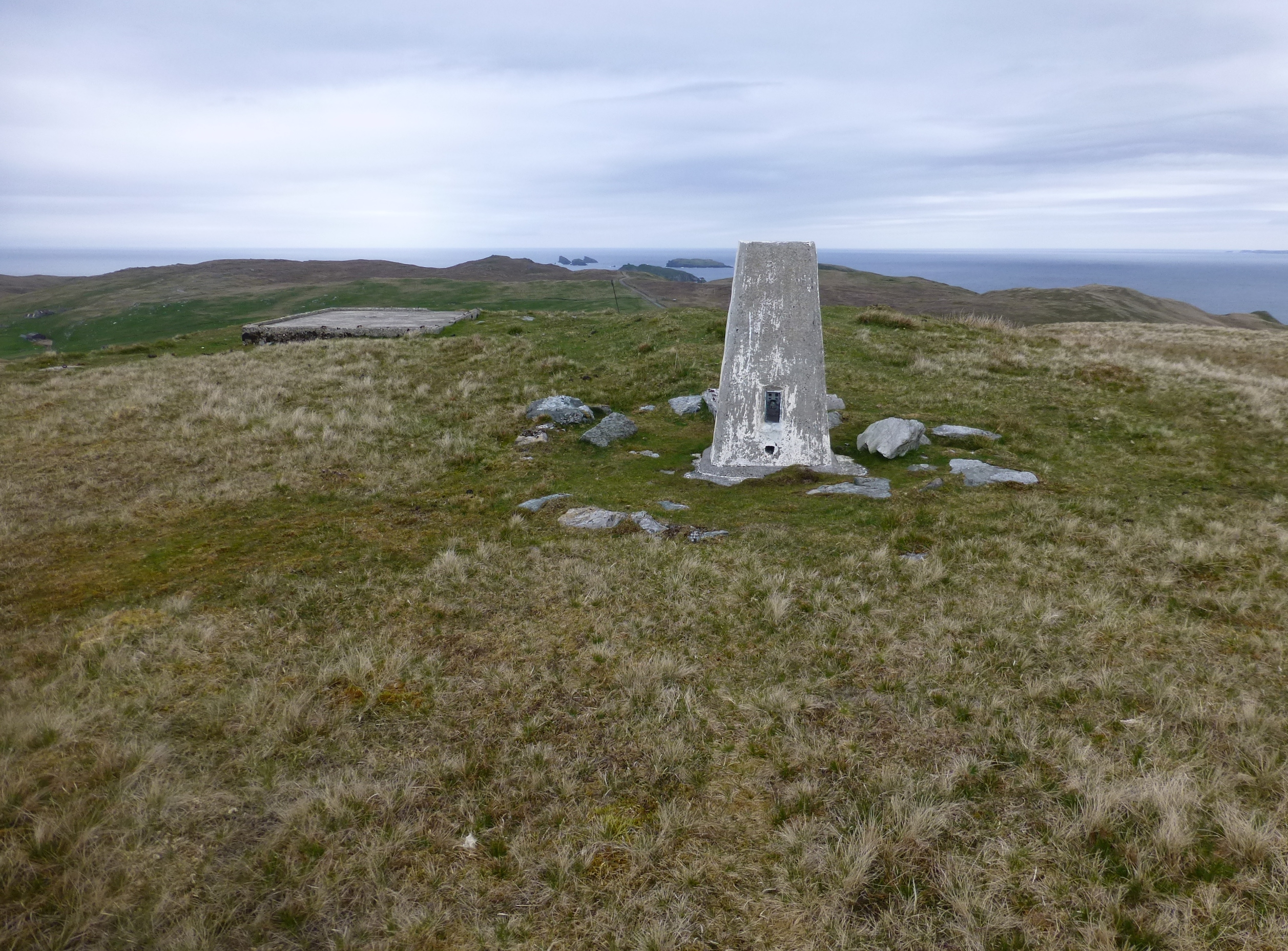
Blick vom Lanchestoo nach Norden

Der Lanchestoo ist ein 128,7 Meter hoher Berg im Norden von Mainland, der Hauptinsel der zu Schottland zählenden Shetlands. Er liegt mittig auf einem Ausläufer der Halbinsel Northmavine, der sich von hier aus noch etwa vier Kilometer nach Norden erstreckt, um im Point of Fethaland, dem nördlichsten Punkt Mainlands, zu enden. Im Westen fällt der Lanchestoo zur Bucht Sand Voe ab, im Osten zum Yell Sound. Dort finden sich mehrere kleine, durch Klippen geprägte Halbinseln, darunter der Kame of Isbister. Zu Füßen des Berges liegen im Südwesten die Ortschaft Isbister, außerdem drei Seen: im Norden Upper und Lower Loch of Setter, im Südosten der Loch of Houllsquey. Auf dem Gipfel des Berges befindet sich ein Trigonometrischer Punkt, markiert durch einen Vermessungspfeiler.